# Промисловість

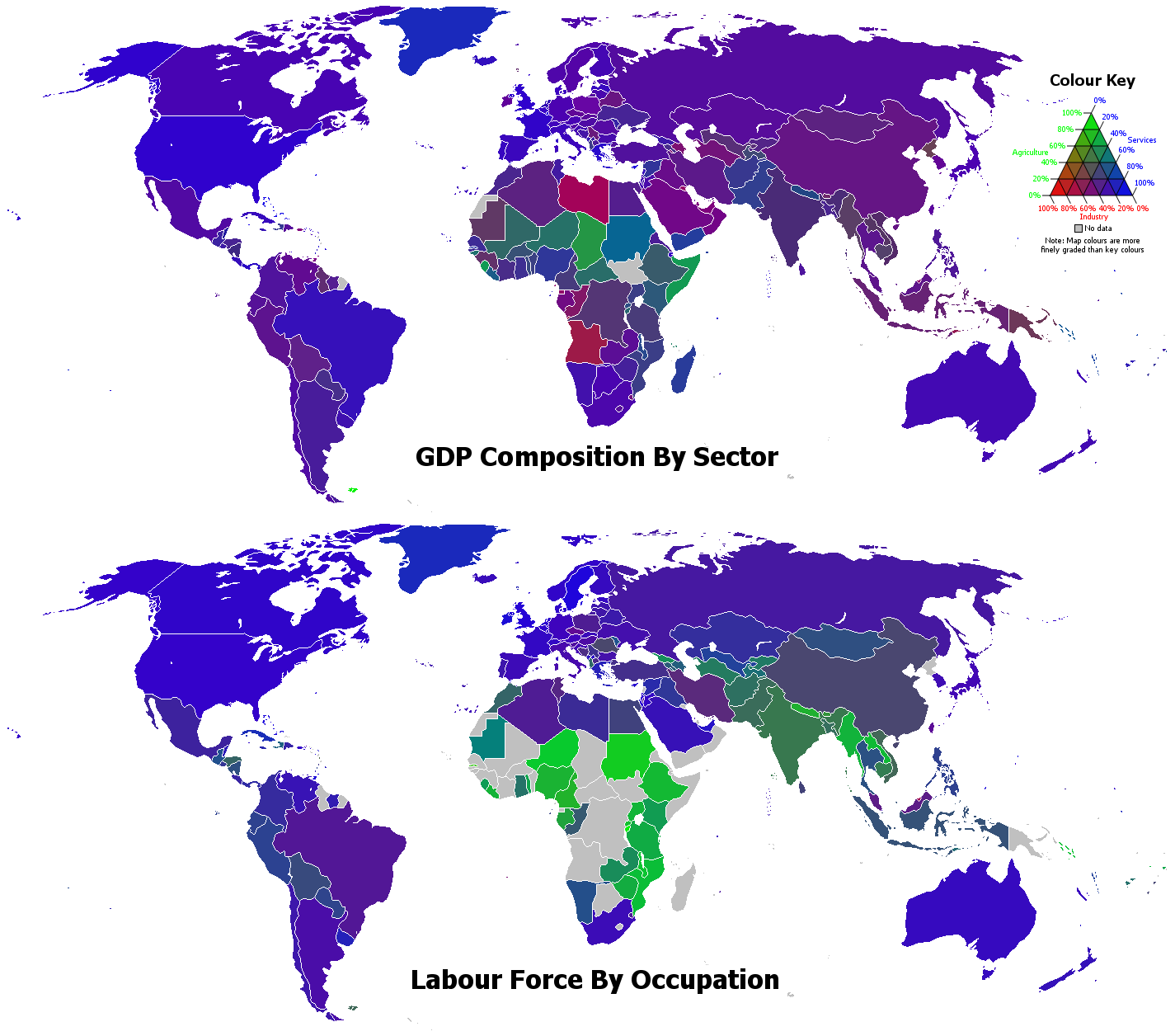
Секторна структура валового внутрішнього продукту та зайнятості робітників у країнах світу. Зелений колір - сільське господарство, червоний - промисловість, блакитний - сфера послуг

Промисло́вість — технічно найдосконаліша галузь матеріального виробництва, основа індустріалізації економіки, яка має вирішальний вплив на розвиток продуктивних сил; сукупність підприємств з виробництва електроенергії, знарядь праці для галузей економіки, видобутку сировини, палива, заготівлі лісу, переробки продукції, випущеної промисловістю або виробленої сільським господарством, видобуток і переробка сировини, виробництво товарів і послуг.

## Історія розвитку промисловості
Промисловість зародилася в рамках натурального домашнього господарства, в якому сировина і добувалася, і перероблялася. Становлення промисловості як самостійної галузі суспільного виробництва пов'язано з процесом відділення ремесла від сільського господарства. Ремесло грало важливу економічну роль в стародавніх державах, а особливо в епоху феодалізму. Перетворення промисловості на особливу галузь суспільної праці в багатьох країнах пов'язане з формуванням феодальних міст, які стали торгово-промисловими центрами великих територій.
Виникнення і розвиток капіталізму зумовило швидке зростання промисловості і глибокі зміни в характері промислового виробництва. Капіталістична промисловість пройшла 3 стадії розвитку: простої кооперації, мануфактури і великої машинної індустрії - фабрик. Перехід від мануфактури до великої машинної індустрії обумовлений промисловим переворотом, який розпочався в Англії у другій половині XVIII ст. і впродовж XIX ст. поширився на інші країни Європи, США та Японію. Важливою складовою промислової революції було впровадження у виробництво і транспорт робочих машин і механізмів, які замінили ручну працю людей; створення самостійної машинобудівної галузі. На межі XIX ст. і XX ст. велика машинна індустрія стала у низці держав переважною формою промислового виробництва. Особливо бурхливо розвивалася промисловість в США та Німеччині, які до початку XX ст. обігнали Англію за темпами росту і розмірами виробництва промислової продукції.
Основними тенденціями в розвитку промисловості в 1969—90 роках були: дедалі ширше застосування електроніки, робототехніки, технологій мікроелектроніки, домінування Японії і країн Тихоокеанського регіону у виробництві і розподілі побутової електроніки, комп'ютерів і транспортних засобів.

### Історія промисловості України
1824 року в Україні (село Трощин, тоді — Канівського повіту на Київщині) було збудовано перший цукровий завод, а загалом у першій половині XIX століття було збудовано близько 200 цукроварень. Цукрова галузь посідала перше місце у промисловості України і Україна забезпечувала 80% виробництва цукру в Російській імперії. Друге місце належало суконній промисловості (160 фабрик). Розвивалося також військова (завод «Арсенал» у Києві, порохові заводи у Шостці, корабельні у Херсоні та Миколаєві тощо), металургійна промисловість, машинобудування. Кількість промислових підприємств вже у першій половині століття сягнула 649.
Український експорт (зерно, вовна, цукор) становив 60% загальноімперського.
У 40-і рр. розгортається перехід від мануфактур до фабрик із застосуванням машин (парових тощо). У Києві, Луганську, Дніпрі, Ромнах, Кременчуці створюються перші машинобудівні заводи, наприклад вже у 1840 р. Яхненком і Симиренком засновано у Млієві фабрику сільськогосподарських машин.
На середину 19 століття розвиток ринкових відносин спричинив глибоку кризу феодальної системи, включно з поміщицькими мануфактурами.
1858 р. кількість підприємств зросла до 2473, у 1869 р. налічувалося вже 3712 промислових і кустарно-ремісничих закладів, у 1900 р. — 5301. Самих лише машинобудівних підприємств у 1884 р. налічувалося 75.
Реформи другої половини століття (відміна кріпацтва тощо) прискорили розвиток ринкових взаємин, сприяли промисловому перевороту в Україні. Мануфактурне виробництво практично повністю було замінене на фабрично-заводське з використанням найманої робочої сили та різних машин (парових, потім двигунів внутрішнього згоряння та електричних).
Особливість промислового перевороту в Україні полягала, що з 60-х років у першу чергу почало розвиватися будівництво та використання залізниць. З 1865 р. почалося спорудження першої в Наддніпрянській Україні залізниці між Одесою і Балтою, а вже на кінець століття довжина залізничних колій в Україні становили 8400 км.
За 1861 — 1900 рр. видобуток вугілля в Україні зріс більш, як у 115 разів і становив 691,5 млн пудів (70% всього видобутку в імперії), залізної руди — відповідно в 158 разів і 210 млн пудів (більше половини всього видобутку в імперії), виплавка чавуну — досягла 92 млн пудів (більше половини всього видобутку в імперії), трохи менше половини — заліза та сталі, 70% прокату металів.
Слабким місцем промисловості було те, що лише 15% промислових підприємств на території України випускали готову продукцію, решта — давали сировину та напівфабрикати, які вивозилися в інші частини імперії.
У сільському господарстві товарне виробництво найінтенсивніше розвивалося на Правобережжі (родючі ґрунти, транспортні комунікації до морських портів). В Україні вирощувалося 90% експортної пшениці імперії, 43% світового врожаю ячменю, 20% — пшениці і 10% — кукурудзи. Інтенсифікація призвела до утворення надлишку робочої сили в сільському господарстві — 7,3 млн чоловік з 10,7 працездатних.
Чисельність міського населення зросла у 2,5 рази і становила 1457 тис. осіб. У 80-90-ті роки в Харкові, Києві, Одесі, Катеринославі з'явилися електростанції, в 1892 р. в Києві пущено перший в імперії трамвай, за ним — в Дніпрі, Житомирі, Кропивницькому, Севастополі. На початку 80-х встановлено телефонний зв'язок в Одесі, пізніше — в Києві (перша в імперії державна телефонна станція), Маріуполі.
1987 року на обліку знаходилося 1480 тис. робітників, з яких 84% були корінними мешканцями, з них понад 52% називали рідною мовою українську.

## Галузі
Видобуток сировини разом із сільським господарством утворює первинний сектор економіки. Переробка сировини й сільськогосподарської продукції та виробництво товарів утворює разом із будівництвом вторинний сектор економіки. Виробництво послуг входить до третинного сектора економіки.
Промисловість може бути низькотехнологічною, неспеціалізованою, з інтенсивними витратами праці, як в країнах Третього світу, або високоавтоматизованою, механізованою і спеціалізованою, з використанням передових технологій, як у промислово-розвинених країнах.
Також галузі можуть бути класифіковані на основі сировини, розміру і форми власності.
- За сировиною: Наприклад, промисловість може бути заснована на основі сільського, морського, видобувного чи лісового господарства.
- За величиною: Мова йде про суму інвестованого капіталу, чисельності зайнятих працівників і обсягу виробництва.
- За формою власності: промисловості можна розділити на приватний і державний, або на комунальний, спільний і кооперативний сектори.

### Галузі машинобудування
- Важке машинобудування
  - Гірничо-шахтне машинобудування
  - Металургійне машинобудування
  - Енергетичне машинобудування

- Загальне машинобудування
  - Залізничне машинобудування
  - Суднобудування
  - Авіаційна промисловість
  - Ракетно-космічна галузь
  - Виробництво технологічного встаткування по галузях 
    - Будівельне й комунальне машинобудування
    - Сільськогосподарське машинобудування
    - Хімічне машинобудування
    - Лісопромислове машинобудування

- Середнє машинобудування
  - Автомобільна промисловість
  - Тракторобудування
  - Верстатобудування
  - Робототехніка
  - Інструментальна промисловість
  - Устаткування легкої промисловості
  - Устаткування харчової промисловості
  - Промисловість побутових приладів і машин

- Точне машинобудування
  - Приладобудування
  - Радіотехнічна й електронна промисловість
  - Електротехнічна промисловість

- Виробництво металевих виробів і заготовок

### Хімічні та нафто-хімічна галузі
- Нафтогазова промисловість України
- Паливна промисловість
- Силікатна промисловість
- Сірчанокислотна промисловість
- Содова промисловість
- Соляна промисловість
- Спиртова промисловість
- Тукова промисловість
- Хімічна промисловість
- Хімічних волокон промисловість
- Хімічно-фармацевтична промисловість

Серед галузей промисловості, які забезпечують виробництво товарів народного споживання, провідне місце посідає легка промисловість, її виробничий потенціал охоплює 25 підгалузей, більш як 600 підприємств та організацій. У 1998 р. порівняно з 1990 р. обсяги виробництва продукції цієї галузі становили лише 25%, у тому числі: тканин усіх видів — 7,4%, взуття — 4,5%, трикотажних виробів — 2%. Це пов'язано з цілою низкою причин: порушенням зв'язків по кооперації, незахищеністю вітчизняного споживчого ринку, низькою купівельною спроможністю населення та інше.

### Інші галузі
- Вовняна промисловість
- Вугільна промисловість
- Крохмалева промисловість
- Лісова промисловість
- Меблева промисловість
- Пивоварна промисловість
- Поліграфія
- Радіоелектронна промисловість
- Скляна промисловість
- Текстильна промисловість
- Торфова промисловість
- Тютюново-махоркова промисловість
- Харчова промисловість
- Хлібопекарна промисловість
- Цегельна промисловість
- Целюлозна промисловість
- Цементна промисловість
- Цукрова промисловість
- Шкіряна промисловість
- Шовкова промисловість
- Ювелірна промисловість
- Ядерна промисловість

### Відповідно до КВЕД
До промислових належать відповідно до Класифікації видів економічної діяльності (КВЕД) такі види діяльності: 
- добувна промисловість і розроблення кар'єрів (секція В) — включає добування вугілля, нафти, газу, руд металів, піску, торфу, солі тощо;
- переробна промисловість (секція С);
- постачання електроенергії, газу, пари та кондиційованого повітря (секція D);
- водопостачання, каналізація, поводження з відходами (секція Е).

### Інші класифікації
Є багато інших способів класифікації промисловості по галузях. Для прикладу, орієнтовані на ринок класифікації такі як Світовий стандарт класифікації промисловості (англ. Global Industry Classification Standard, англ. GICS) та Рівень промислової класифікації (англ. Industry Classification Benchmark) використовуються у фінансах та для дослідження ринку. Ці системи класифікації зазвичай ділять галузі відповідно до аналогічних функцій, ринків та класифікації підприємств з виробництва супутніх товарів.
ООН для класифікації промисловості використовує власну систематику — Міжнародну стандартну промислову класифікацію (англ. International Standard Industrial Classification). ISIC є стандартом класифікації видів економічної діяльності влаштованому так, що об'єкти можуть бути класифіковані залежно від діяльності, яку вони проводять. Категорії ISIC на найдетальнішому рівні (класів) виділено по тому, що є в більшості країн, звичайні комбінації видів діяльності, описаних статистичними одиницями, і вважає, що відносна важливість заходів, включена в ці класи.

## Індустріальне суспільство
У соціології, термін індустріальне суспільство відноситься до суспільства розвиток якого зумовлений використанням технологій, що дозволяють масове виробництво з високою здатністю до поділу праці. Така структура суспільства утвердилася на Заході після промислової революції, і заступила аграрне суспільство попередньої доіндустріальної епохи. Індустріальне суспільство є масовим суспільством, і, має тенденцію до переходу до інформаційного суспільства. Часто індустріальне суспільство та інформаційне суспільство протиставляються традиційному суспільству.

### Профспілки
В індустріальному суспільстві, на промисловості працює значна частина населення, як правило, у виробничому секторі. Профспілка є організацією працівників, які об'єдналися для досягнення загальних цілей в ключових областях, таких як заробітна плата, години та умови праці. Профспілка, за її керівництва, укладає угоди з роботодавцем від імені членів профспілки (рядових членів) і веде переговори щодо трудових договорів з роботодавцями. Цей рух вперше зародився серед промислових робітників.

## Постіндустріальне суспільство
Концепція «постіндустріального суспільства» Деніела Белла створена для теоретичного опису можливого шляху розвитку капіталістичного суспільства. Белл визначає постіндустріальне суспільство, як 
|  | суспільство, в економіці якого пріоритет перейшов від переважного виробництва товарів до виробництва послуг, проведення досліджень, організації системи освіти і підвищення якості життя, в якому клас технічних спеціалістів став основною професійною групою і, що саме важливо, в якому впровадження нововведень у все більшому ступені залежить від досягнення теоретичних знань. Постіндустріальне суспільство передбачає виникнення інтелектуального класу, представники якого на політичному рівні виступають як консультанти, експерти або технократи. |

.
Тобто, центральною ознакою «постіндустріального суспільства», за Беллом — це панування науки, наукових знань. Белл відриває науку від економіки, проголошує її автономність, розглядає її розвиток як передумову нової організації і структури суспільства. Основними елементами цієї структури стануть університети, наукові інститути, науково-дослідні організації. Оскільки «велика наука» перебуває поза ідеологією, то Белл намагається протиставити її «великому бізнесу».

## Навколишнє середовище
Усі галузі промисловості, що займаються виробництвом матеріальних благ, є великими споживачами природних ресурсів. Багато галузей промисловості своєю діяльністю забруднюють ґрунт, атмосферу і ґрунтові води.
Промислові райони значною мірою впливають на стан природного середовища: землекористування, порушення фізико-хімічної і екологічної рівноваги. Ці порушення можуть призвести до кумулятивної екологічної кризи.

## Список країн за обсягом промислового виробництва
| Рейтинг | Країна            | Випуск продукції в млрд $ | Склад ВВП (%) | % від світової промисловості |
| ------- | ----------------- | ------------------------- | ------------- | ---------------------------- |
| —       | Увесь світ        | 21,913.656                | 31.3%         | 100.0%                       |
| —       | Європейський Союз | 4,508.012                 | 25.1%         | 20.6%                        |
| 1       | США               | 3,329.324                 | 22.1%         | 15.2%                        |
| 2       | КНР               | 3,291.569                 | 47.1%         | 15.0%                        |
| 3       | Японія            | 1,405.292                 | 24.0%         | 6.4%                         |
| 4       | Німеччина         | 1,019.643                 | 28.1%         | 4.7%                         |
| 5       | Росія             | 697.414                   | 37.0%         | 3.2%                         |
| 6       | Бразилія          | 677.322                   | 26.9%         | 3.1%                         |
| 7       | Італія            | 565.918                   | 25.2%         | 2.6%                         |
| 8       | Велика Британія   | 535.891                   | 21.6%         | 2.4%                         |
| 9       | Франція           | 519.529                   | 18.5%         | 2.4%                         |
| 10      | Індія             | 484.809                   | 26.3%         | 2.2%                         |
| 11      | Канада            | 476.602                   | 27.1%         | 2.2%                         |
| 12      | Південна Корея    | 458.556                   | 39.4%         | 2.1%                         |
| 13      | Іспанія           | 396.412                   | 25.8%         | 1.8%                         |
| 14      | Мексика           | 388.751                   | 32.8%         | 1.8%                         |
| 15      | Австралія         | 385.895                   | 25.6%         | 1.8%                         |
| 16      | Індонезія         | 383.794                   | 46.0%         | 1.8%                         |
| 17      | Саудівська Аравія | 378.759                   | 67.6%         | 1.7%                         |
| 18      | ОАЕ               | 212.700                   | 59.4%         | 1.0%                         |
| 19      | Нідерланди        | 207.704                   | 24.2%         | 0.9%                         |
| 20      | Туреччина         | 205.273                   | 26.9%         | 0.9%                         |
| -       | Решта країн       | 5,872.860                 |               | 26.8%                        |

| Рейтинг | Країна            | Випуск продукції в млрд $ | Склад ВВП (%) | % від світової промисловості |
| ------- | ----------------- | ------------------------- | ------------- | ---------------------------- |
| —       | Увесь світ        | 24,680.946                | 31.3%         | 100.0%                       |
| 1       | КНР               | 5,329.942                 | 47.1%         | 21.6%                        |
| —       | Європейський Союз | 3,962.935                 | 25.1%         | 16.1%                        |
| 2       | США               | 3,329.324                 | 22.1%         | 13.5%                        |
| 3       | Індія             | 1,175.548                 | 26.3%         | 4.8%                         |
| 4       | Японія            | 1,054.944                 | 24.0%         | 4.3%                         |
| 5       | Росія             | 879.294                   | 37.0%         | 3.6%                         |
| 6       | Німеччина         | 868.141                   | 28.1%         | 3.5%                         |
| 7       | Бразилія          | 621.158                   | 26.9%         | 2.5%                         |
| 8       | Південна Корея    | 613.104                   | 39.4%         | 2.5%                         |
| 9       | Мексика           | 544.157                   | 32.8%         | 2.2%                         |
| 10      | Індонезія         | 516.413                   | 46.0%         | 2.1%                         |
| 11      | Велика Британія   | 486.774                   | 21.6%         | 2.0%                         |
| 12      | Італія            | 460.807                   | 25.2%         | 1.9%                         |
| 13      | Саудівська Аравія | 458.100                   | 67.6%         | 1.9%                         |
| 14      | Франція           | 410.102                   | 18.5%         | 1.7%                         |
| 15      | Іран              | 377.676                   | 40.6%         | 1.5%                         |
| 16      | Канада            | 376.992                   | 27.1%         | 1.5%                         |
| 17      | Іспанія           | 364.561                   | 25.8%         | 1.5%                         |
| 18      | Туреччина         | 283.677                   | 26.9%         | 1.1%                         |
| 19      | Тайвань           | 283.676                   | 32.0%         | 1.1%                         |
| 20      | Таїланд           | 282.180                   | 45.3%         | 1.1%                         |
| -       | Решта країн       | 5,948.108                 |               | 24.1%                        |

## Промисловість України
Промисловий комплекс України має потужну матеріально-технічну базу. Вартість основних засобів становить 644 767 млн грн (на 2007 р.), це майже в 2,3 рази більше, за вартість основних засобів у 2000 р. В комплексі працює більше ніж 3,6 млн працівників, які разом принесли прибуток промисловості у розмірі 43 700,9 млн грн (2007 р.), що в 5 разів більше, ніж 2001 року.
У промисловості переважають третій і четвертий технологічні уклади. Їх частка у промисловому виробництві становить 95 %. Основою цих укладів є металургійна, хімічна, легка промисловість, паливно-енергетичний комплекс, більшість галузей машинобудування. Частка п'ятого і шостого технологічних укладів не перевищує 5 %. Основою цих укладів є електронна промисловість, обчислювальна, волоконно-оптична техніка, програмне забезпечення, телекомунікації, роботобудування, інформаційні послуги, біотехнології.
Хоча підприємства промисловості й отримують значні прибутки, але рентабельність продукції за 2003–2010 рр. не перевищує 3-6 %. З 55 тис. промислових підприємств більше ніж 18 тис. (33 %) є збитковими. Ще однією негативною стороною є скорочення кількості найманих працівників у комплексі, за 2001–2007 рр. їх кількість скоротилась на 14 %.
Частка експорту промислової продукції у валовому внутрішньому продукті становить близько 40 %, проте його структура незадовільна через переважання сировинної складової, яка перевищує 60 %. Продукція високотехнологічних та наукоємних галузей у загальному обсязі становить лише 15 %.
В структурі промисловості України велику питому вагу займають галузі важкої індустрії, особливо машинобудування, чорна металургія та вугільна промисловість.
Важка промисловість формує більше ніж 80 % загальної вартості реалізованої продукції промисловості, в тому числі на машинобудування припадає 12-14 %.